# 이십일각형

이십일각형

이십일각형(二十一角形)이란 변이 21개인 다각형이다.
내각의 크기의 합은 3420도이고, 한 내각의 크기는 약 163도이고, 한 외각의 크기는 약 17도이다.
이십일각형의 넓이 구하는 공식은 {\displaystyle S={\frac {21}{4}}a^{2}\cot {\frac {\pi }{21}}\simeq 34.83147a^{2}}이다.